# Rocco Shein
Rocco Robert Shein (* 14. Juli 2003 in Tallinn) ist ein estnischer Fußballspieler. Der Mittelfeldakteur steht aktuell beim norwegischen Erstligisten Fredrikstad FK unter Vertrag.

## Karriere

### Zeit bei FC Flora Tallinn
Über die Jugendmannschaften von FC Flora Tallinn gelangte Shein in die zweite Mannschaft des Vereins, für die er am 29. September 2018 sein Debüt in einem mit 1:2 verlorenen Spiel gegen FC Elva gab. Mit dem zweiten Team spielte er in der zweithöchsten estnischen Liga, der Esiliiga. Sein Debüt in der ersten Mannschaft des estnischen Klubs gab er am 22. November 2020 in einem mit 3:0 gewonnenen Spiel gegen Kalju FC. Dies war ein Spiel in der höchsten estnischen Spielklasse, der Meistriliiga. Nach seinem Debüt absolvierte Shein weitere Spiele für die erste Mannschaft von FC Flora Tallinn. Unter anderem spielte er ein Qualifikationsspiel für die UEFA Europa League und drei Gruppenspiele in der UEFA Conference League.

### Leihe an FC Utrecht
In der Winter-Transferperiode der Saison 2021/22 wechselte Shein auf Leihbasis für ein halbes Jahr vom FC Flora Tallinn zum FC Utrecht. Im Vertrag war eine Kaufoption enthalten, die eine endgültige Übernahme bis Sommer 2025 ermöglichen sollte.
In seinem ersten halben Jahr bei FC Utrecht begann Shein bei Jong FC Utrecht. Am 4. Februar 2022 gab er sein Debüt bei den Amateuren gegen den FC Volendam. Dieses Spiel wurde mit 2:0 gewonnen. Wenige Tage später, am 7. Februar 2022, erzielte Shein sein erstes Tor in einem mit 3:2 gewonnenen Spiel gegen Helmond Sport. Er brachte Jong FC Utrecht fünf Minuten nach der Pause mit 2:1 in Führung.
Am 13. März 2022 stand Shein erstmals im Spieltagskader der ersten Mannschaft. Anderthalb Monate später, am 29. April 2022, gab er direkt als Startspieler sein Debüt im mit 1:0 gewonnenen Spiel gegen N.E.C. Nach 59 Minuten wurde er durch Django Warmerdam ersetzt. Am 22. Mai 2022 absolvierte er seinen zweiten und letzten Einsatz der Saison im mit 0:3 verlorenen Rückspiel des Halbfinales der Play-offs um den Einzug in den europäischen Wettbewerb gegen Vitesse.

### Feste Verpflichtung durch FC Utrecht
Am Ende der Saison 2021/22 wurde bekannt, dass FC Utrecht die vereinbarte Kaufoption ziehen würde, wodurch Shein fest verpflichtet wurde. Auch in der Vorbereitung auf die Saison 2022/23 erhielt Shein regelmäßig Einsätze in der ersten Mannschaft. Während seiner zweiten Saison stand er sowohl im Kader der ersten Mannschaft als auch bei Jong FC Utrecht und trainierte mit dem ersten Team. Er nahm auch am Wintertrainingslager teil. Am 22. Dezember 2022 veröffentlichten ESPN und FC Utrecht TV eine 22-minütige Spezialreportage über seinen Wechsel nach Utrecht und seine Entwicklung in den Niederlanden.

### Wechsel zu FC Dordrecht
Im Juli 2023 verließ Shein den FC Utrecht trotz eines bis Mitte 2025 laufenden Vertrags und wechselte zum FC Dordrecht. Shein erklärte, er sei bereit für den nächsten Schritt in seiner Karriere und wolle mehr Spielzeit bekommen. Nach Verhandlungen zwischen den Klubs unterschrieb er einen Vertrag bis Sommer 2026. Es war der erste Transfer von FC Dordrecht seit dreißig Jahren, bei dem eine Ablösesumme gezahlt wurde. Unter den Fans von FC Utrecht sorgte der Verkauf für Verwunderung.
Am 11. August 2023 stand Shein zum Saisonauftakt 2023/24 in der Startelf gegen NAC Breda (2:2-Unentschieden). Nach 81 Minuten wurde er ausgewechselt. Am 20. Oktober 2023 erzielte er sein erstes Tor für den Klub in einem mit 4:0 gewonnenen Heimspiel gegen Jong Ajax. Im November 2023 verletzte sich Shein. Nach einer kurzen Rückkehr im Februar 2024 feierte er Anfang März 2024 sein endgültiges Comeback, wobei er im Heimspiel gegen Telstar den Treffer zum 2:0 (gleichzeitig Endstand) erzielte. Mit einer Serie von vierzehn ungeschlagenen Spielen in Folge startete Shein mit dem FC Dordrecht im Mai 2024 in die Play-offs um den Aufstieg in die Eredivisie. In der ersten Runde gegen FC Emmen schied der Klub aus Dordrecht jedoch nach einem 2:2 im Hinspiel durch ein spätes Tor im Rückspiel aus.
Im Sommer 2024 verließen Spieler wie Mathis Suray, Shiloh 't Zand und Tim Receveur den Verein, woraufhin Shein sich zu Beginn der Saison 2024/25 zu einem der prägenden Mittelfeldspieler entwickelte. Shein selbst äußerte den Wunsch, eine wichtige Führungsrolle im Team zu übernehmen. Bei seinem Abgang im Januar 2025 wurde er als bedeutender Stammspieler und Leistungsträger bezeichnet. Für den FC Dordrecht war er bis dahin der größte Transfererlös eines Spielers.

### Fredrikstad FK
Nicht nur für den FC Dordrecht war es der bislang größte Transfererlös, sondern auch für Fredrikstad FK stellte es den teuersten Neuzugang der Vereinsgeschichte dar. Shein unterschrieb einen Vertrag bis Mitte 2028 und stieß nach seinem Wechsel direkt zum Trainingslager in Marbella.